# El Huizachal, Villagrán
El Huizachal är en ort i Mexiko.   Den ligger i kommunen Villagrán och delstaten Guanajuato, i den centrala delen av landet, 220 km nordväst om huvudstaden Mexico City. El Huizachal ligger 1 747 meter över havet och antalet invånare är 293.
Terrängen runt El Huizachal är platt åt nordväst, men åt sydost är den kuperad. Runt El Huizachal är det tätbefolkat, med 613 invånare per kvadratkilometer. Närmaste större samhälle är Celaya, 9,7 km öster om El Huizachal. Omgivningarna runt El Huizachal är en mosaik av jordbruksmark och naturlig växtlighet.